# Эраносян, Отар
Отар Эраносян (груз. ოთარ ერანოსიან; род. 20 августа 1993, Ахалкалаки) — грузинский боксёр, представитель лёгкой весовой категории. Выступал за сборную Грузии по боксу в 2009—2019 годах, бронзовый призёр чемпионата мира, обладатель серебряной медали чемпионата Европы, победитель и призёр многих турниров международного значения. С 2020 года боксирует на профессиональном уровне в США.

## Биография
Отар Эраносян родился 20 августа 1993 года в городе Ахалкалаки края Самцхе-Джавахети, Грузия. Заниматься боксом начал в возрасте девяти лет в 2002 году, проходил подготовку под руководством тренера Давида Циклаури.
Дебютировал на международной арене в сезоне 2009 года, выступив на чемпионате мира среди юниоров в Ереване.
В 2011 году одержал победу на молодёжном международном турнире Дана Позняка в Вильнюсе, стал серебряным призёром молодёжного чемпионата Европы в Дублине, где в решающем финальном поединке наилегчайшей весовой категории был остановлен россиянином Василием Веткиным.
Боксировал на летней Универсиаде 2013 года в Казани, но попасть здесь в число призёров не смог.
В 2014 году был лучшим на чемпионате Грузии в зачёте лёгкой весовой категории, выиграл Мемориал Феликса Штамма в Варшаве, в частности в финале взял верх над сильным таджиком Анваром Юнусовым. Помимо этого, получил серебро на Гран-при Усти в Чехии и на чемпионате Европейского союза в Софии.
В 2015 году вновь одержал победу в зачёте грузинского национального первенства, выступил на Мемориале Странджи в Болгарии и на Мемориале Левинцева в Белоруссии, участвовал в Европейских играх в Баку, где в 1/8 финала потерпел поражение от представлявшего Азербайджан Альберта Селимова. При этом на чемпионате Европы в Самокове завоевал в лёгком весе серебряную награду, проиграв в финале валлийцу Джо Кордине. Боксировал и на чемпионате мира в Дохе, но выбыл здесь из борьбы за медали уже на предварительном этапе.
В 2016 году добавил в послужной список золотую медаль, полученную на Мемориале Бочкаи в Дебрецене, стал вторым на турнире Анатолия Петрова в Кривом Роге, взял верх над всеми соперниками на Мемориале Ахмата Кадырова в Грозном. Пытался пройти отбор на летние Олимпийские игры в Рио-де-Жанейро, но на европейской олимпийской квалификации в Самсуне и на всемирной олимпийской квалификации в Баку выступил неудачно.
На европейском первенстве 2017 года в Харькове дошёл до четвертьфинала, проиграв представителю Израиля Павлу Ищенко, тогда как на мировом первенстве в Гамбурге добрался до полуфинала и получил бронзовую медаль, потерпев поражение от титулованного кубинца Ласаро Альвареса.
В октябре 2018 года отметился выступлением на Мемориале Ливенцева в Минске, откуда привёз награду бронзового достоинства.
В августе 2020 года в США успешно дебютировал на профессиональном уровне.